# Alte Zeiten in Plodomassowo

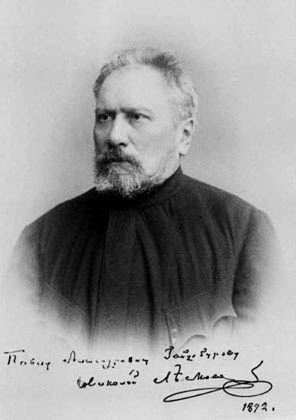
Nikolai Leskow im Jahr 1872

Alte Zeiten in Plodomassowo (russisch Старые годы в селе Плодомасове, Staryje gody w sele Plodomassowe) ist ein Roman des russischen Schriftstellers Nikolai Leskow. Das Fragment besteht aus drei Skizzen. Diese wurden 1869 veröffentlicht; die ersten beiden in der Literaturzeitschrift Syn otetschestwa und der Rest im Russki Westnik.
Leskow schrieb am 20. Januar 1888 in der Nowoje wremja, Vorbild für seine Protagonistin, die Bojarin Marfa Andrewna, sei die Gutsbesitzerin Nastassja Sergejewna, eine geborene Fürstin Masalski aus dem Landkreis Kromy im Gouvernement Orjol, gewesen.

## Inhalt
Das große alte Kirchdorf Plodomassowo liegt inmitten tiefer Wälder am Ufer der schnellen Turiza – eines Nebenflusses der Wolga. Im Herbst 1748 reitet der 1697 geborene wohlhabende Bojar Nikita Jurjewitsch Plodomassow auf einem seiner Streifzüge in das von seinem Heimatdorf reichlich zweihundert Werst entfernte kleine Dorf Sakromy ein. Der Bojar führt sich wie ein Räuberhauptmann auf. Das Gesindel in seiner Leibgarde ist ebenfalls auf Freveltaten aus. Nikita übernachtet im Hause des Dorfbesitzers – des verarmten Edelmanns Andrej Baizurow. Der reichlich 50-jährige ungebetene Gast verliebt sich in Marfa, die fünfzehnjährige Tochter des Hausherrn. Anderntags hält Nikita bei den Eltern um die Hand der Tochter an und bekommt, auch wegen des Altersunterschieds, eine Absage. Der Bojar raubt Marfa und reitet mit der „Beute“ heim nach Plodomassowo. Die Eltern nehmen unverzüglich die Verfolgung auf. Die Mutter Pelageja Baizurowa setzt dem Entführer nach. Der Vater Andrej Baizurow eilt in die Stadt; will beim Gouverneur gegen den Räuber klagen. Zu spät – das Edelfräulein Marfa, am Abend noch Mädchen, ist bereits um Mitternacht gewaltsam getraut und am frühen Morgen Hausfrau.
Endlich sucht der Gouverneur persönlich mit übermächtiger Streitmacht Nikitas Gutshof in Plodomassowo auf und stellt Marfa zur Rede. Die antwortet: „… ich bin wirklich mit ihm getraut worden, aber nicht gewaltsam.“ Der Kommentar der inzwischen eingetroffenen Mutter Pelageja Baizurowa: „… Frauen aus unserem Geschlecht zeugen nie wider ihre Männer.“
Leskow schreibt über Marfa: „Die Gefangene hatte ihren Entführer besiegt, …“ und herrscht fortan über Plodomassowo, denn Nikita, der „gezähmte Tollkopf“, hat für immer und ewig klein beigegeben.
Nach fünfzehn Jahren Ehe wird Alexej, das einzige Kind des Paares, geboren. Nikita stirbt. Marfa gebietet über dreitausend leibeigene Bauern.
Als 15-Jährigen schickt Marfa den Sohn in die Residenz. Alexej ist nach fünf Jahren in Petersburg Gardeleutnant, als sich die 50-jährige Marfa daheim in Plodomassowo das Greisinnenhäubchen aufsetzt. Alexej, auf Urlaub für ein Jahr daheim, schwängert Marfas Kammerzofe. Die erzürnte werdende Großmutter lässt den traurigen Helden auspeitschen und stellt klar: „Wer sich mit Knechten einläßt, wird auch auf Knechtsart bestraft.“ Die Bojarin schickt den Sohn zu Katharinas Leibgarderegiment zurück und versöhnt sich mit der Zofe. Gemeinsam schneidern beide Babykleidung.
Der heimliche Räuberhauptmann Wanka Shornow, offiziell ein Diener der Bojarin, überfällt mit „ausgekochten Henkersknechten“ des Nachts das Gut und foltert Marfa. Die Bojarin hält stand, doch die Zofe hat nach den nächtlichen Aufregungen eine Frühgeburt und stirbt. Der Enkel lebt. Marfa setzt den kleinen Edelmann Parmen – nicht dessen Vater Alexej – als Erben ein.

## Rezeption
- 1959: Setschkareff[13] wird über der Lektüre der ersten Skizze an Walter Scott erinnert und liest die zweite als Charakterstudie zur Bojarin Marfa Andrewna.
- 1975: Reißner[14] merkt an, Leskow schreibe über das Gouvernement Orjol, eine Gegend, in der er aufwuchs. Der Autor nennt eine Parallele: Leskows Tante Natalja Petrowna Alferjewa sei – 1824 ein halbes Kind noch – mit dem 50-jährigen reichen Gutsbesitzer M. A. Strachow verheiratet und darauf von diesem drangsaliert worden.

### Deutschsprachige Ausgaben
Verwendete Ausgabe:
- Alte Zeiten in Plodomassowo. Aus dem Russischen übersetzt von Günter Dalitz. S. 403–506 in Eberhard Reißner (Hrsg.): Nikolai Leskow: Gesammelte Werke in Einzelbänden. Die Klerisei. 807 Seiten. Rütten & Loening, Berlin 1975 (1. Aufl.)

### Sekundärliteratur
- Vsevolod Setschkareff: N. S. Leskov. Sein Leben und sein Werk. 170 Seiten. Verlag Otto Harrassowitz, Wiesbaden 1959